# Venerazione
La venerazione è una forma di omaggio religioso verso una divinità, oppure verso una persona (defunta o vivente) o verso un oggetto sacro (ad esempio una reliquia). Filologicamente, venerare deriva dal verbo latino venerari, che significa offrire reverenza e rispetto. Questa parola deriva dalla stessa radice del nome Venus, la dea dell'amore dell'antico pantheon romano.

## Induismo
L'arcanam, adorazione di icone e di statue raffiguranti gli dei murti, è una pratica importante e quotidiana per gli induisti. L'adorazione delle immagini di Dio o di santi e di maestri spirituali sull'altare, attraverso l'offerta (pūjā) di incenso, fiori, acqua, fuoco, etc. viene praticata sia all'interno dei templi (mandir) che nelle case dei devoti (in particolare dei brāhmaṇa) o presso luoghi sacri (sulle rive dei fiumi, etc.). Le murti vengono quotidianamente adornate di fiori, vestite, lavate e profumate, in segno di devozione.

## Cristianesimo

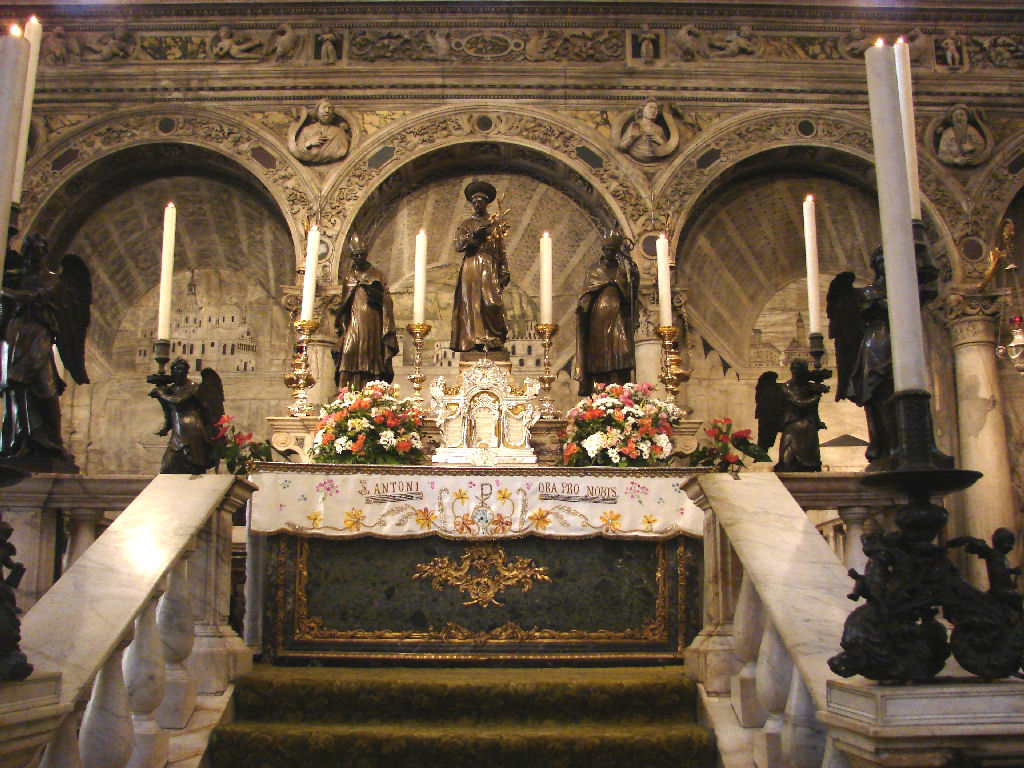
Arca di Sant'Antonio di Padova, Italia (venerazione della tomba di un santo).

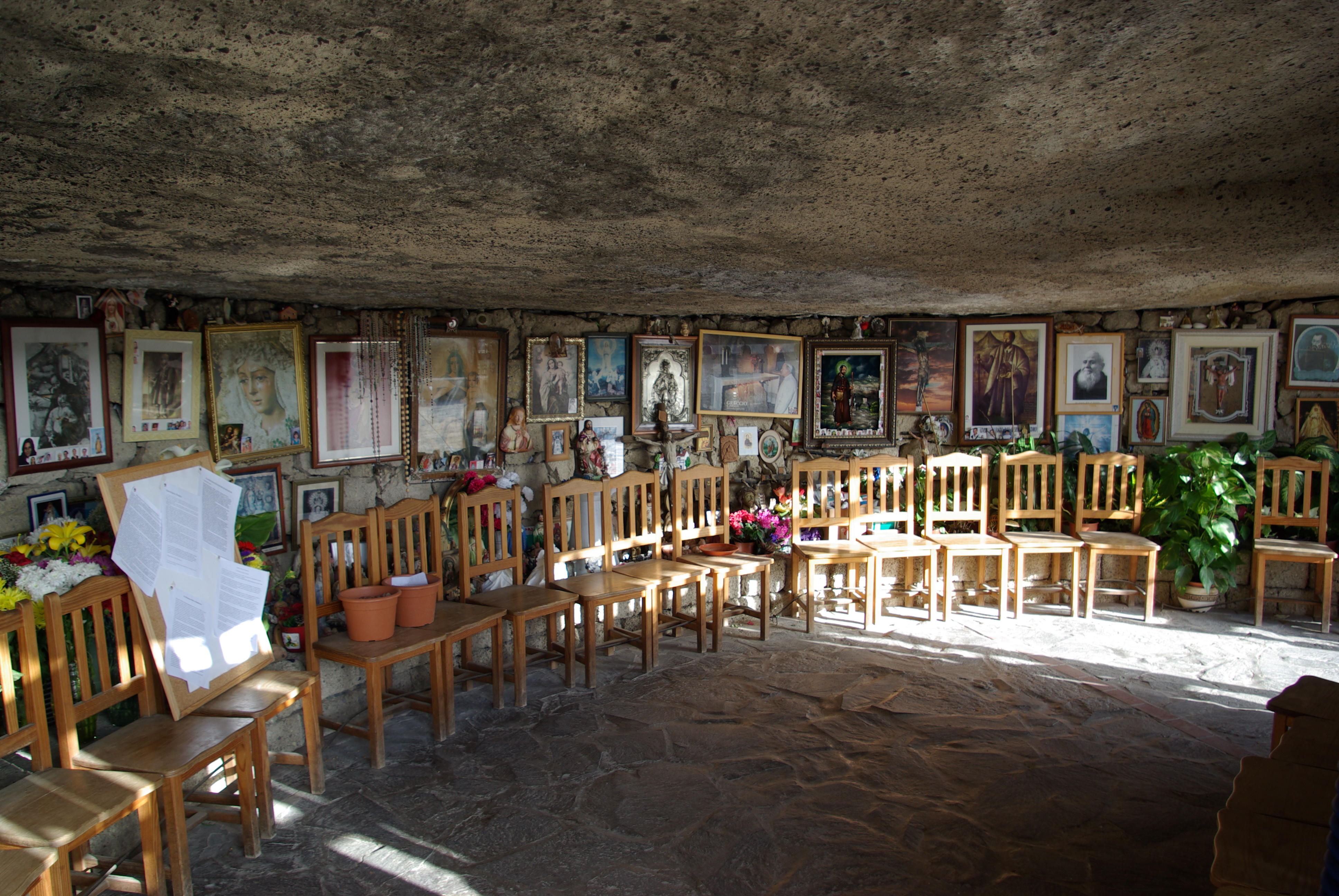
Cueva Santo del Hermano Pedro a Tenerife, Spagna (venerazione di un luogo associato a un santo).

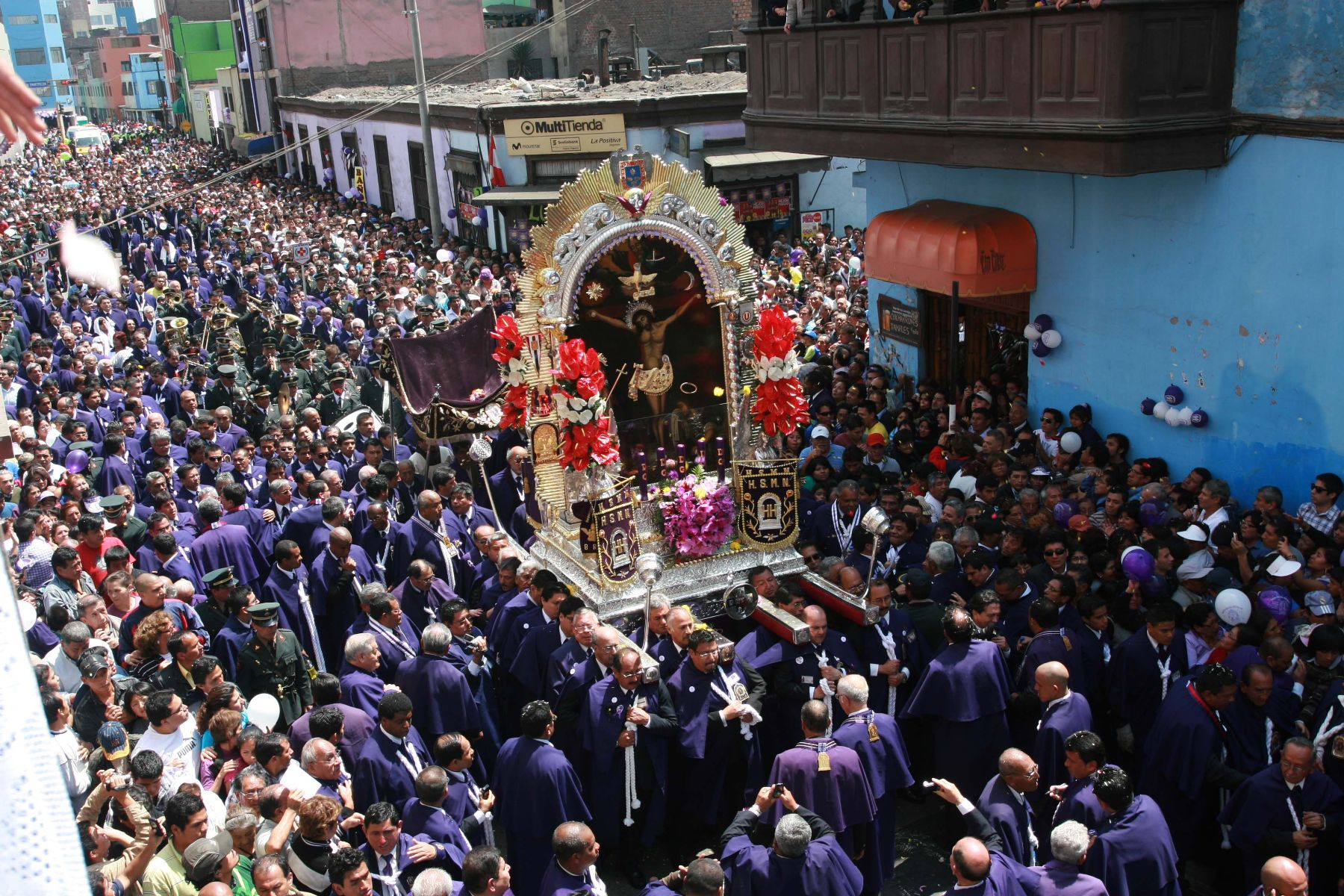
Processione del Signore dei Miracoli a Lima, Perù (venerazione dell'immagine di un santo).

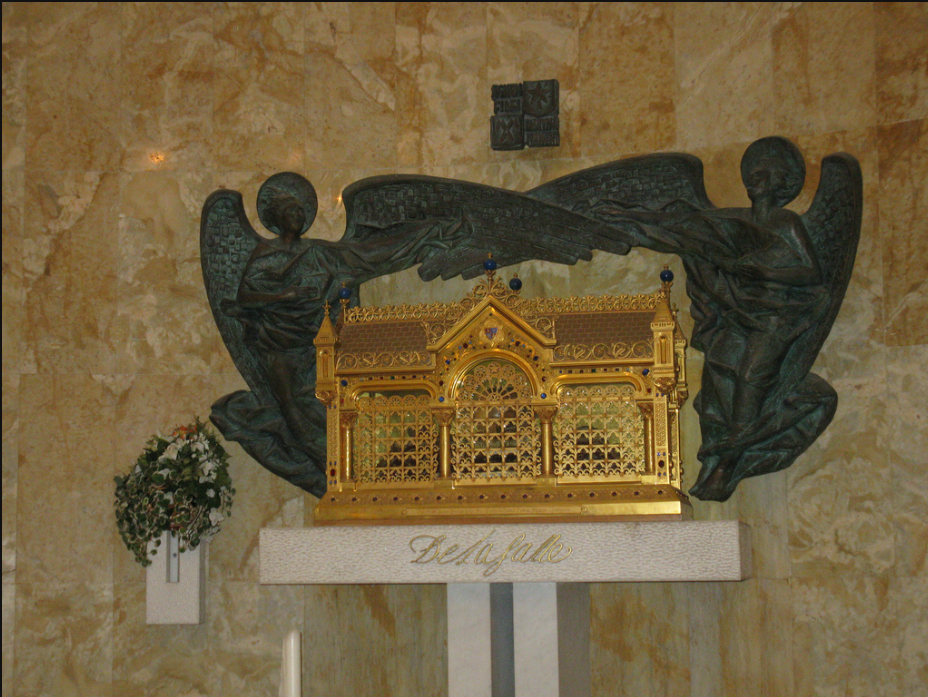
Reliquie di San Giovanni Battista de La Salle a Roma, Italia (venerazione della reliquia di un santo).

Nel Cristianesimo tradizionale (in particolare nel Cattolicesimo e nel Cristianesimo ortodosso), la venerazione dei santi è l’onore reso a coloro che, dopo aver vissuto secondo la volontà divina, sarebbero giunti in Paradiso. Attraverso di loro si onora Dio, che li ha creati e nella cui immagine sono stati fatti.
Nella teologia cattolica e in quella ortodossa, la venerazione è un tipo di onore distinto dall'adorazione, che è dovuta solo a Dio. I teologi della chiesa hanno da tempo adottato il termine latria per l'adorazione dovuta solo a Dio e dulia per la venerazione offerta ai santi e alle icone. La teologia cattolica include anche il termine iperdulia per il tipo di venerazione specificatamente offerta a Maria, la madre di Gesù. Questa distinzione è chiarita nelle conclusioni dogmatiche del Settimo Concilio ecumenico (anno 787), che decretò anche che l'iconoclastia (proibizione delle icone e della loro venerazione) è un'eresia che equivale alla negazione dell'incarnazione di Gesù Cristo.
La venerazione può mostrarsi esteriormente con un rispettoso inchino o dal farsi il segno della croce davanti all'icona o immagine di un santo o alle sue reliquie o alla sua statua. Questi oggetti sono spesso anche baciati.
In alcune altre tradizioni religiose la venerazione è considerata equivalente all'eresia di idolatria, e la relativa pratica di canonizzazione equivale all'eresia di apoteosi. La teologia protestante generalmente nega che si possa fare una reale distinzione tra venerazione e adorazione e afferma che la pratica della venerazione distrae l'anima cristiana dal suo vero obiettivo, che è l'adorazione di Dio. Nella sua Istituzione della religione cristiana Giovanni Calvino scrive: "È anzi a questo scopo che si è inventata la distinzione tra latria e dulia: per poter trasferire, senza peccare, l'onore di Dio agli angeli e ai morti". Nella Comunione Anglicana (la cui dottrina si pone come una via media fra cattolicesimo e protestantesimo), la venerazione dei santi è praticata in alcune comunità. Confessioni protestanti come i metodisti riconoscono invece l'esistenza di "santi", pur non ammetendone la venerazione e dando a questa parola un significato diverso rispetto a quello in uso nelle chiese cattoliche ed ortodosse.
Nella Chiesa cattolica esistono molte forme diverse di venerazione dei santi; come il pellegrinaggio a una tomba; come quelli di San Pietro (Vaticano), Sant'Antonio di Padova (Italia), Santiago di Compostela (Spagna) o il Santo Sepolcro (Israele/Palestina). È anche consueto compiere un pellegrinaggio in luoghi legati alla vita di un santo; la 
Cueva Santo del Hermano Pedro (Spagna), la Grotta dell'Apocalisse (Grecia) o la Chiesa di Santa Tecla (Turchia). Venerazione di immagini e reliquie; Signore dei Miracoli (Perù), la Vergine di Guadalupe e San Giuda Taddeo (Messico), la sacra destra (Ungheria), Arca dei Re Magi  (Germania), ecc.

## Neopaganesimo
Nel Neopaganesimo per venerazione si intende l'atto di devozione compiuto dal fedele nei confronti del divino, e nel contesto esiste una precisa corrispondenza della pratica venerativa con l'adorazione, a differenza di quanto capita in altre religioni in cui le due manifestazioni devozionali sono distinte. L'azione può essere di ogni tipo, e viene interpretata differentemente da ogni tradizione e denominazione. Il culto essenziale di venerazione si basa sull'offerta rituale alle divinità, le quali non sono necessariamente rappresentate da statue (ad esempio gli wiccani usano degli specchi come simboli delle divinità), ma anche da elementi naturali come alberi, pietre, fiumi o paesaggi. I neopagani credono infatti che il divino sia in ogni cosa, e che ogni cosa sia costituita dallo spirito cosmico e pertanto sia divina essa stessa. La teologia neopagana è infatti panteistica, ovvero identificante Dio con ogni cosa che esiste, il tutto immanente ed infinito. Questa Weltanschauung permette di vedere il divino ovunque e di praticare un culto di venerazione che esalti il contatto dell'essere umano con il mondo che lo circonda. Gli atti di venerazione vengono spesso compiuti in mezzo alla natura, praticando rituali di offerte nei confronti di ogni cosa. Questo avviene nelle tradizioni più legate all'ecologia e all'ambientalismo, ideologie trasversali in tutto il Neopaganesimo. Non manca il culto templare, eseguito nei confronti di statue e simboli rappresentanti le forze cosmiche; la cosa non sfocia però nella venerazione vuota, nell'idolatria, dato che rimane sempre viva la consapevolezza del panteismo della Divinità e di tutte le sue manifestazioni, e pertanto il semplice utilizzo della statua quale oggetto concentrante il simbolismo divino.